# Elijjahu Mazur
Elijjahu Mazur, j. pol. Eliasz Mazur (hebr.: אליהו מזור, ang.: Eliyahu Mazur, ur. 1899 na terenie obecnej Polski, zm. 24 września 1973) – izraelski polityk, w latach 1949–1951 poseł do Knesetu z listy Zjednoczonego Frontu Religijnego.

## Życiorys
W dwudziestoleciu międzywojennym był członkiem władz międzynarodowych i krajowych organizacji politycznej Agudat Israel. W 1931 roku został wybrany na prezesa Żydowskiej Gminy Wyznaniowej w Warszawie, której w okresie swojego urzędowania próbował nadać ściśle religijny charakter. Był także dyrektorem Rady Administracyjnej Jesziwy Mędrców Lublina. Po wybuchu II wojny światowej zdołał wyjechać do Palestyny, gdzie kontyunował działalność społeczno-polityczną jako członek  Reprezentacji Żydostwa Polskiego.
W wyborach parlamentarnych w 1949 nie dostał się do izraelskiego parlamentu, jednak w ławach pierwszego Knesetu zasiadł już 11 marca 1949 po rezygnacji Moszego Kelmera. Nigdy więcej nie zasiadał w Knesecie.